# Virginia Slims of Indianapolis 1989
Il Virginia Slims of Indianapolis 1989 è stato un torneo di tennis giocato sul cemento indoor. È stata la 10ª edizione del torneo, che fa parte della categoria Tier V nell'ambito del WTA Tour 1989. Si è giocato ad Indianapolis negli USA dal 30 ottobre al 5 novembre 1989.

## Campionesse

### Singolare
Katerina Maleeva ha battuto in finale  Raffaella Reggi con il punteggio di 6–4, 6–4

### Doppio
Katrina Adams /  Lori McNeil hanno battuto in finale  Claudia Porwik /  Larisa Neiland con il punteggio di 6–4, 6–4